# So Yesterday
"So Yesterday" é uma canção gravada pela cantora norte-americana Hilary Duff para seu segundo álbum de estúdio, Metamorphosis (2003). Foi escrita e produzida por The Matrix (uma equipe de produção composta por Lauren Christy, Scott Spock e Graham Edwards), com composição adicional de Charlie Midnight. A canção é influenciada pelo gênero pop rock, e as letras apresentam a protagonista ao superar o rompimento com o namorado, declarando-o como "tão distante". A música recebeu críticas positivas de críticos de música, com alguns deles notando sua grande semelhança com os trabalhos de Avril Lavigne, enquanto outros a nomearam como uma das melhores músicas de Duff.
"So Yesterday" estreou no "First Listen", da AOL Music, em 27 de junho de 2003 e foi lançada nas rádios mainstream dos Estados Unidos em 15 de julho de 2003. A música se tornou o primeiro single de Duff na Billboard Hot 100 nos Estados Unidos, atingindo o número quarenta e dois. Teve mais sucesso fora dos EUA, entrando entre as 40 melhores na maioria dos países, alcançando o número dois no Canadá, o número oito na Austrália e na França e o número nove no Reino Unido; na Austrália, a música foi certificada Platina.
A música foi acompanhada por um vídeo musical, dirigido por Chris Applebaum, que mostrou Duff numa brincadeira com seu ex-namorado. Foi bem sucedido em vários canais de videoclipes como MTV e MuchMusic. Duff cantou a música em sua Metamorphosis Tour e desde então a apresentou em todas as suas turnês. A música também está nas compilações Most Wanted (2005), 4Ever Hilary (2006) e Best of Hilary Duff (2008), e no jogo eletrônico Band Hero.

## Antecedentes e lançamento
Embora Duff tenha gravado músicas como "I Can't Wait", "Why Not" e "What Dreams Are Made Of", que receberam uma participação importante na programação da Radio Disney, executivos do Buena Vista Music Group, gravadora de Duff, planejavam ajudá-la a alcançar um público mais maduro. Então, Andre Recke, executivo da Buena Vista, juntamente com Duff e sua mãe, recrutou a equipe de produção e composição "The Matrix" (composta por Lauren Christy, Scott Spock e Graham Edwards) para produzir músicas para o álbum de estréia de Duff, Metamorphosis (2003). "So Yesterday" se tornou uma das três músicas produzidas pela equipe para o álbum, e foi a última música gravada para o álbum. A própria Duff disse que quando ouviu a música pela primeira vez, ela não gostou muito; no entanto, sua opinião mudou depois que ela ouviu mais vezes. Ela então decidiu que daria à música um "100%" e não comentaria negativamente sobre isso. De acordo com Duff, ela "acabou adorando", afirmando: "Foi uma música tão divertida, e isso significa muito." Bob Cavallo, presidente da Buena Vista Records, disse que a música era "mais madura do que o trabalho anterior que ela fez."
"So Yesterday" estreou no "First Listen", da AOL Music, em 27 de junho de 2003, e conseguiu mais de 500 mil reproduções em dois dias. Foi lançado para as rádios mainstream nos Estados Unidos em 15 de julho, e foi a música "mais adicionada" no formato em suas duas primeiras semanas de lançamento. A canção aparece em todas as compilações de Duff, incluindo Most Wanted (2005), 4Ever Hilary (2006) e em seu álbum de grandes êxitos, Best of Hilary Duff (2008). Ela também aparece no jogo eletrônico musical Band Hero como um download bônus.

## Composição
|                                                    | "So Yesterday" O refrão de "So Yesterday", apoiado por guitarras e percussão. A canção incorpora elementos da música pop rock. |
| Problemas para escutar este arquivo? Veja a ajuda. | |

Liricamente, a música fala sobre alguém que superou um fim de relacionamento, declarando o parceiro como "tão distante". De acordo com Duff, as letras da música são muito poderosas quem rompe com com alguém e supera isso. Em uma entrevista concedida em 2006 para a revista Instinct, Duff disse que as pessoas frequentemente diziam a ela que "So Yesterday" era "o melhor hino pós-separação". Ela disse que sua mãe incutiu a noção de força interior nela, e que ela queria que sua música fosse positiva. "Eu não acho que exista muito disso lá fora", ela disse. Ela ressaltou a importância de músicas fortes que não fossem somente sobre "um menino que partiu seu coração e você nunca vai se levantar novamente", dizendo que era bom para as meninas ouvirem.
Musicalmente, "So Yesterday" é moderadamente estimulada, com influências de música pop e rock e se move a um ritmo de 76 bpm. A música é definida na assinatura do tempo comum e está escrita na chave de Dó maior. A música tem a sequência Am–G–Fmaj7 como sua progressão de acordes. O alcance vocal de Duff na música se estende desde a nota de G3 até a nota de A4.

## Recepção crítica
Após o seu lançamento, a canção recebeu de avaliações mistas a positivas dos críticos especializados. Stephen Thomas Erlewine da AllMusic fez uma crítica positiva e comentou que a música soava natural vindo de uma adolescente como Duff. Ele também notou a influência de Avril Lavigne na canção. A Billboard fez uma avaliação mista, comentando também a influência de Lavigne na música. Da mesma forma, Spence D. da IGN Music foi misto em sua resenha declarando: "é como sorvete de chiclete: suave e doce à primeira escuta, mas o sabor acaba perdendo, deixando hinos pop genéricos que provavelmente serão esquecidos por as já mencionadas multidões de jovens adoradores enquanto envelhecem junto com Duff." Enquanto avaliava a compilação de Duff, Most Wanted, Talia Kraines, da BBC Music, comentou que a canção era a melhor de Duff. Da mesma forma, Sal Cinquemani da Slant Magazine, observou a faixa como "bonitinha". Elysa Gardner do USA Today fez uma crítica negativa sobre o título da canção, "[O título da canção] pode, infelizmente, ser profético para um artista que parece tão contente em apenas fazer a onda do momento".

## Desempenho comercial
"So Yesterday" estreou na Billboard Hot 100 de 16 de agosto de 2003, no número cinquenta e três e, posteriormente, chegou ao número quarenta e dois. Passou vinte semanas na Hot 100. A canção liderou a tabela americana Billboard Hot 100 Single Sales, tornando Duff a primeira artista em quatro meses não afiliada ao American Idol, no topo do ranking. A música atingiu o número dois na Canadian Singles Chart. Na Austrália, a canção estreou no número trinta e nove, chegou ao oitavo lugar em sua oitava semana e permaneceu na parada por vinte semanas. Foi o 49.º single mais vendido de 2003 na Austrália, e recebeu uma certificação de Platina em 2004. No Japão, a música alcançou o número 199 nas tabelas semanais da Oricon. No Reino Unido, a canção estreou no número nove na UK Singles Chart. A canção atingiu as dez melhores nas tabelas de outros países europeus, como Holanda e França. Em 27 de julho de 2014, a canção já tinha vendido 252 mil cópias digitais nos Estados Unidos.

## Vídeo musical
O vídeo musical que acompanha a canção estreou na MTV em 24 de julho de 2003 e foi dirigido por Chris Applebaum. Também foi apresentado no programa Making the Video da MTV, dois dias após a estreia do vídeo, em 26 de julho de 2003. De acordo com o presidente do Disney Music Group, Bob Cavallo, foi tomado o cuidado de fazer com que o vídeo não ser ofensivo para os jovens, fãs e pais de Duff, mas que trabalharia com a MTV.
No vídeo, Duff faz uma brincadeira de despedida em seu namorado distante. Enquanto ele está na praia, ela rouba suas roupas, incluindo uma camiseta laranja que diz "Tudo é maior no Texas!". Ela passa vários dias fotografando estranhos usando a camiseta e anonimamente os colocando em sua caixa de correio. Sua perplexidade se transforma em desânimo quando ele recebe o pacote final devolvendo a roupa junto com uma foto de Duff sorrindo, olhando para trás, e vestindo uma camisa que declara: "você é tão distante". Durante todo o vídeo, Duff é apresentada interpretando a música com sua banda. O vídeo musical ficou em primeiro lugar no Total Request Live. Conseguiu um gancho na versão do Reino Unido do Total Request Live, onde alcançou a quarta posição. No final de agosto de 2003, foi o vídeo musical mais assistido online na AOL.

## Apresentações ao vivo
"So Yesterday" foi apresentada na 31.ª edição do American Music Award em novembro de 2003. A canção também foi apresentada no programa Top of the Pops, em 2003. Duff apresentou uma versão acústica da música no Sessions@AOL e no Studio Disney. Além das performances ao vivo na televisão, a música foi apresentada em muitas das turnês da Duff. "So Yesterday" foi apresentada em todos os shows da Metamorphosis Tour (2003). A performance acústica ao vivo no Sessions@AOL foi gravada e aparece na coletânea de vídeos All Access Pass de Duff, e a performance na turnê Metamorphosis é apresentada na compilação de apresentações ao vivo The Girl Can Rock.

## Faixas e formatos
| - CD single americano, canadense e japonês 1. "So Yesterday" — 3:33 2. "Workin' It Out" — 3:20 - CD single francês e alemão 1. "So Yesterday" — 3:34 2. "So Yesterday" (Thunderpuss Mix) — 4:17 - CD maxi single australiano 1. "So Yesterday" — 3:34 2. "So Yesterday" (Thunderpuss Mix) — 4:16 3. "So Yesterday" (Dance Mix) — 3:37 4. "Workin' It Out" — 3:21 5. "So Yesterday" (vídeo musical) | - CD maxi single 1 do Reino Unido / CD maxi single alemão 1. "So Yesterday" — 3:37 2. "Girl Can Rock" — 3:10 3. "Metamorphosis Megamix" — 5:33 - CD maxi single 2 do Reino Unido / CD maxi single francês 1. "So Yesterday" — 3:36 2. "Workin' It Out" — 3:17 3. "So Yesterday" (Thunderpuss Mix) — 4:18 |

## Créditos
Todo o processo de elaboração de "So Yesterday" atribui os seguintes créditos:
- Compositores: Lauren Christy, Scott Spock, Graham Edwards, Charlie Midnight
- Produção: The Matrix
- Instrumentos e programação: The Matrix
- Gravação e mixagem: The Matrix

## Desempenho nas tabelas musicais
| Tabela musical (2003–2004)                             | Melhor posição |
| ------------------------------------------------------ | -------------- |
| Alemanha (Official German Charts)                      | 46             |
| Austrália (ARIA Charts)                                | 8              |
| Bélgica (Ultratop 50 de Flandres)                      | 11             |
| Bélgica (Ultratop 40 da Valônia)                       | 24             |
| Brasil (ABPD)                                          | 54             |
| Canadá (Nielsen SoundScan)                             | 2              |
| Escócia (The Official Charts Company)                  | 7              |
| Espanha (Productores de Música de España)              | 17             |
| Estados Unidos (Billboard Hot 100)                     | 42             |
| Estados Unidos (Pop Songs)                             | 15             |
| França (Syndicat National de l'Édition Phonographique) | 8              |
| Irlanda (Irish Recorded Music Association)             | 6              |
| Japão (Oricon)                                         | 199            |
| Nova Zelândia (Recorded Music NZ)                      | 23             |
| Países Baixos (Dutch Top 40)                           | 5              |
| Países Baixos (Single Top 100)                         | 4              |
| Reino Unido (UK Singles Chart)                         | 9              |
| Suíça (Schweizer Hitparade)                            | 28             |

| Tabela musical (2003)                 | Posição |
| ------------------------------------- | ------- |
| Austrália (ARIA)                      | 49      |
| Países Baixos (Single Top 100)        | 68      |
| Reino Unido (Official Charts Company) | 169     |

| Tabela musical (2004)             | Posição |
| --------------------------------- | ------- |
| Bélgica (Ultratop 50 de Flanders) | 73      |
| França (SNEP)                     | 74      |

| Região                                                                    | Certificação | Unidades / vendas |
| ------------------------------------------------------------------------- | ------------ | ----------------- |
| Austrália (ARIA)                                                          | Platina      | 70,000^           |
| "^" denota números de unidades estimadas baseadas somente na certificação |              |                   |

## Histórico de lançamento
| Região         | Data                  | Formato(s)        | Gravadora             |
| -------------- | --------------------- | ----------------- | --------------------- |
| Estados Unidos | 15 de julho de 2003   | Rádios mainstream | Buena Vista Hollywood |
| Canadá         | 29 de julho de 2003   | CD single         | Buena Vista Hollywood |
| Estados Unidos | 29 de julho de 2003   | CD single         | Buena Vista Hollywood |
| Austrália      | 8 de setembro de 2003 | CD single         | Universal Music       |
| Reino Unido    | 20 de outubro de 2003 | CD single         | Universal Music       |
| Japão          | 22 de outubro de 2003 | CD single         | Universal Music       |
| França         | 5 de janeiro de 2004  | CD single         | Warner Music          |
| Alemanha       | 29 de março de 2004   | CD single         | Warner Music          |